# Fiordo de la Independencia

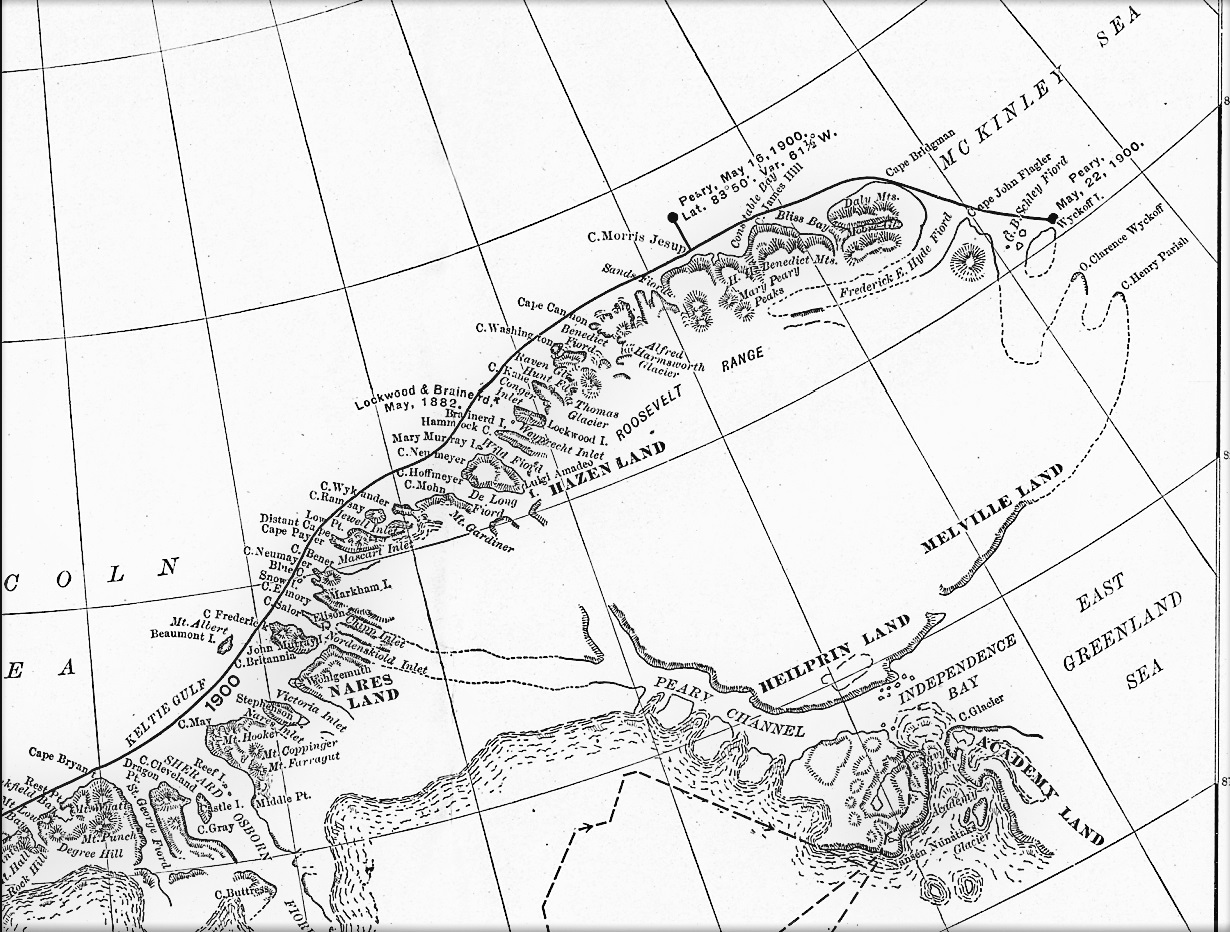
Sección del mapa del norte de Groenlandia de 1903 de Robert Peary que muestra "Bahía de la Independencia", Tierra de la Academia, Canal de Peary y otras características geográficas que cartografió en el área.

El fiordo de la Independencia es un gran fiordo en la parte oriental del norte de Groenlandia. Tiene unos 200 km (124,3 mi) de largo y hasta 30 km (18,6 mi) de ancho. Su desembocadura, que se abre al mar de Wandel del océano Ártico, se localiza en 82°15′N 21°54′O / 82.250, -21.900
En el área circundante del fiordo de la Independencia hay vestigios de dos culturas paleoesquimales que fueron denominadas cultura Independencia I y cultura Independencia II en honor al fiordo.

## Geografía
Este fiordo marca el límite norte de la Tierra del Rey Federico VIII. El glaciar de Marie Sophie y el glaciar de la Academia tienen su término en la cabecera del fiordo. El fiordo Jørgen Brønlund es un pequeño fiordo que se ramifica al noroeste desde la costa norte del fiordo Independence, en el límite occidental de la Tierra de Melville. Los fiordos de Astrup y Hagen tienen sus desembocaduras en la costa sur del fiordo. Este último es un fiordo más grande, con el glaciar Hagen en su cabecera y bifurcándose más cerca de su desembocadura.
La isla Princesa Thyra y la isla Princesa Margarita son dos islas ubicadas en la confluencia del fiordo de Dinamarca y el fiordo de la Independencia.

## Historia
La cabecera del fiordo fue colocada por primera vez en el mapa por Robert Peary, quien llegó a la zona de la cabecera del fiordo en 1892 junto con Eivind Astrup y le dio su nombre al fiordo. Peary había trazado el mapa del fiordo como una bahía o seno, que conducía hacia el oeste a través del canal Peary. Hacia el este, la costa de la "Tierra de la Academia" se dirigía hacia el sureste.
La desafortunada expedición a Dinamarca de 1906-1908 cartografió todo el fiordo desde su desembocadura en el este, mostrando su verdadera extensión. Los tres miembros de la expedición que habían explorado el fiordo en trineos tirados por perros, Ludvig Mylius-Erichsen, Niels Peter Høeg Hagen y Jørgen Brønlund, no pudieron regresar a su base y murieron.
Las huellas de antiguos asentamientos humanos en la zona han sido objeto de investigación desde principios del siglo XX. Los primeros resultados notables de la investigación fueron publicados en 1911 por Christian Bendix Thostrup, miembro de la expedición a Dinamarca.

### Prehistoria
Al norte del fiordo, en el sur de Peary Land, se encuentran restos de viviendas de planta elíptica, construidas por la cultura paleoesquimal temprana de Independencia I. Estas personas utilizaban herramientas hechas de rocas y huesos, y subsistían de la caza de animales salvajes como bueyes almizcleros y liebres árticas. Los huesos de bueyes almizcleros cazados en la Tierra de Peary muestran que la zona estuvo habitada en el año 2000 a. C. Los descubrimientos más antiguos datan del 2400 a. C. Los descubrimientos de la época que comenzó alrededor del 1800 a. C. hasta el 1300 a. C. se realizaron principalmente al sur del fiordo de la Independencia. Se desconoce si la cultura Independencia I desapareció o la gente se trasladó al sur.
Los descubrimientos de una época posterior, alrededor del 800 a. C. al 200 a. C. están relacionados con la cultura Independencia II. Inicialmente, Independencia I e Independencia II se habían considerado la misma cultura, pero Eigil Knuth descubrió en 1956 que las dos eran culturas separadas, debido a diferentes construcciones de viviendas y diferencias en otros artefactos. Las viviendas residenciales de Independencia II son más complejas y más grandes que los edificios más antiguos de esta zona. Al igual que sus predecesores, el pueblo de Independencia II también se estableció al sur del fiordo de la Independencia.
En ambos casos no está claro si los descubrimientos en otras zonas del norte de Groenlandia y en la isla de Ellesmere deberían atribuirse a otras culturas.